# Roland Nilsson (gångare)
Gert Roland Nilsson, född 13 september 1948 i Arkelstorp, är en svensk gångare. Han tävlade för IFK Västerås.
Nilsson tävlade för Sverige vid olympiska sommarspelen 1984 i Los Angeles, där han blev diskvalificerad i herrarnas 50 kilometer gång.
Vid Europamästerskapen i friidrott 1986 i Stuttgart slutade Nilsson på 19:e plats på 50 kilometer gång. Nilsson tävlade även i IAAF World Race Walking Cup tre gånger: 1981 (37:e plats på 20 km), 1985 (fullföljde inte på 50 km) och 1987 (51:a plats på 50 km). Vid Nordiska mästerskapet i gång tog Nilsson två silver och ett brons på 20 km gång; silver 1981 och 1987 samt brons 1985.
Han fick 1984 motta hederstecken av Svenska Gång- och Vandrarförbundet.